# Giorgio Pessina
Giorgio Pessina est un escrimeur italien né le 16 juin 1902 à Rome et mort le 18 juillet 1977 dans la même ville.

## Carrière
Après une quatrième place en fleuret par équipe aux Jeux olympiques d'été de 1924 à Paris, Giorgio Pessina obtient en 1928 à Amsterdam la médaille d'or de fleuret par équipe. En 1932  à Los Angeles, il est médaillé d'argent de fleuret par équipe,.